# BirdLife International
BirdLife International è un'organizzazione non governativa internazionale che si occupa della protezione e della conservazione dell'avifauna oltre che della restaurazione e tutela dei relativi habitat naturali. Essa forma una federazione internazionale che raccoglie quasi 120 membri sparsi in tutto il mondo ed è autorità di riferimento per la stesura della lista rossa dell'Unione internazionale per la conservazione della natura (IUCN), che raccoglie le specie animali più a rischio a livello mondiale.
Il segretariato generale è situato a Cambridge, nel Regno Unito, mentre la presidenza è ricoperta da Khaled Anis Irani. La presidenza onoraria è ricoperta invece da Hisako, principessa Takamado.

## Storia
Fu fondata col nome di The International Council for Bird Preservation (ICPB) il 20 giugno 1922 a Londra, nella residenza del Cancelliere dello Scacchiere Robert Horne, per volontà di: Thomas Gilbert Pearson, co-fondatore e presidente della National Audubon Society, Frank E. Lemon, segretario onorario della Royal Society for the Protection of Birds, Jean Delacour, presidente della Ligue pour la Protection des Oiseaux, Pieter van Tienhoven, presidente della Vereniging Natuurmonumenten, e Adolphe Burdet, fotografo naturalista e regista. Tra le preoccupazioni principali della neonata organizzazione vi furono: la protezione delle specie migratorie e l'identificazione e la protezione delle principali aree di sosta e nidificazione degli uccelli, con particolare riguardo alle specie più minacciate.
Contribuì alla fondazione dell'Unione internazionale per la conservazione della natura nel 1948 per conto della quale iniziò a raccogliere dati sulle specie di uccelli più minacciate, poi raccolti nel Red Data Book for Birds pubblicato nel 1966.